# Tiberius Manilius Fuscus
Tiberius Manilius Fuscus war ein römischer Politiker und Senator des späten 2. und frühen 3. Jahrhunderts n. Chr.
Fuscus stammte wahrscheinlich aus Italien oder aus einer der westlichen Provinzen (Spanien?), wo Manilii/Manlii mit den Pränomen Tiberius weit verbreitet waren. Seine Ehefrau war Flavia Pollitta.
Von 191 bis etwa 193 war Fuscus Legat der legio XIII Gemina in Dakien. Danach wurde er 194, nach der Aufteilung Syriens in zwei Provinzen, erster Statthalter der neu geschaffenen Provinz Syria Phoenice. Vielleicht war Fuscus während seiner Statthalterschaft Suffektkonsul in Abwesenheit (in absentia, ca. 196). Um 203 wurde er magister der Quindecimviri sacris faciundis. In dieser Funktion initiierte Fuscus im Jahr 204 die Säkularfeier. Es folgte das Prokonsulat von Asia, das vielleicht in das Jahr 209/210 (oder 212/213) fällt. Schließlich wurde Fuscus im Jahr 225 zum zweiten Mal Konsul.
Fuscus hatte sich während des Bürgerkriegs als zuverlässiger Anhänger des Septimius Severus erwiesen. Dass er in besonders hohem Ansehen stand, geht sicher auch daraus hervor, dass er magister der Quindecimviri war und in diesem hohen Priesteramt den Senat zur Feier der Saecularia aufforderte.